# Georges Bemberg
Pour les articles homonymes, voir Bemberg.
Georges Bemberg, né le 30 septembre 1915 à Buenos Aires et mort le 17 juillet 2011 à Paris 6e, est un collectionneur d'art et mécène argentin.

## Biographie
D'une riche famille d'origine allemande, Georges Bemberg passe son enfance entre l’Argentine et Paris. Après des études à l’université Harvard et après avoir été l'élève de la pianiste Nadia Boulanger, il débute dans l'écriture et publie L’Innocence américaine ou le mythe d’Abel aux éditions du Sagittaire en 1948, puis Quatre mains aux éditions de la Table ronde.
Il constitue une collection de tableaux, d'objets d'art et de livres. L'hôtel d'Assézat à Toulouse abrite la Fondation Bemberg, vouée à l'art.

## Œuvres
- L’Innocence américaine ou le mythe d’Abel, éditions du Sagittaire, 1948.
- Fils du pays: suivi de Monsalvo et l'amateur de cartes et de Mal du Sud, 1948.
- Quatre mains, éditions de la Table ronde, 1953.
- Mal du sud, 1994.
- Après l'oubli: l'anti-journal, 1959-1999, éditions des Écrivains, 2003.
- Ici, là-bas et ailleurs, éditions SDE, 2004.
- Journal Atlantique: 1959-1999, éditions Italiques, 2010.
- Quatre lettres de Georges Bemberg à Nadia Boulanger, 1941-1977.